# Phân vùng địa lý tự nhiên Ba Lan

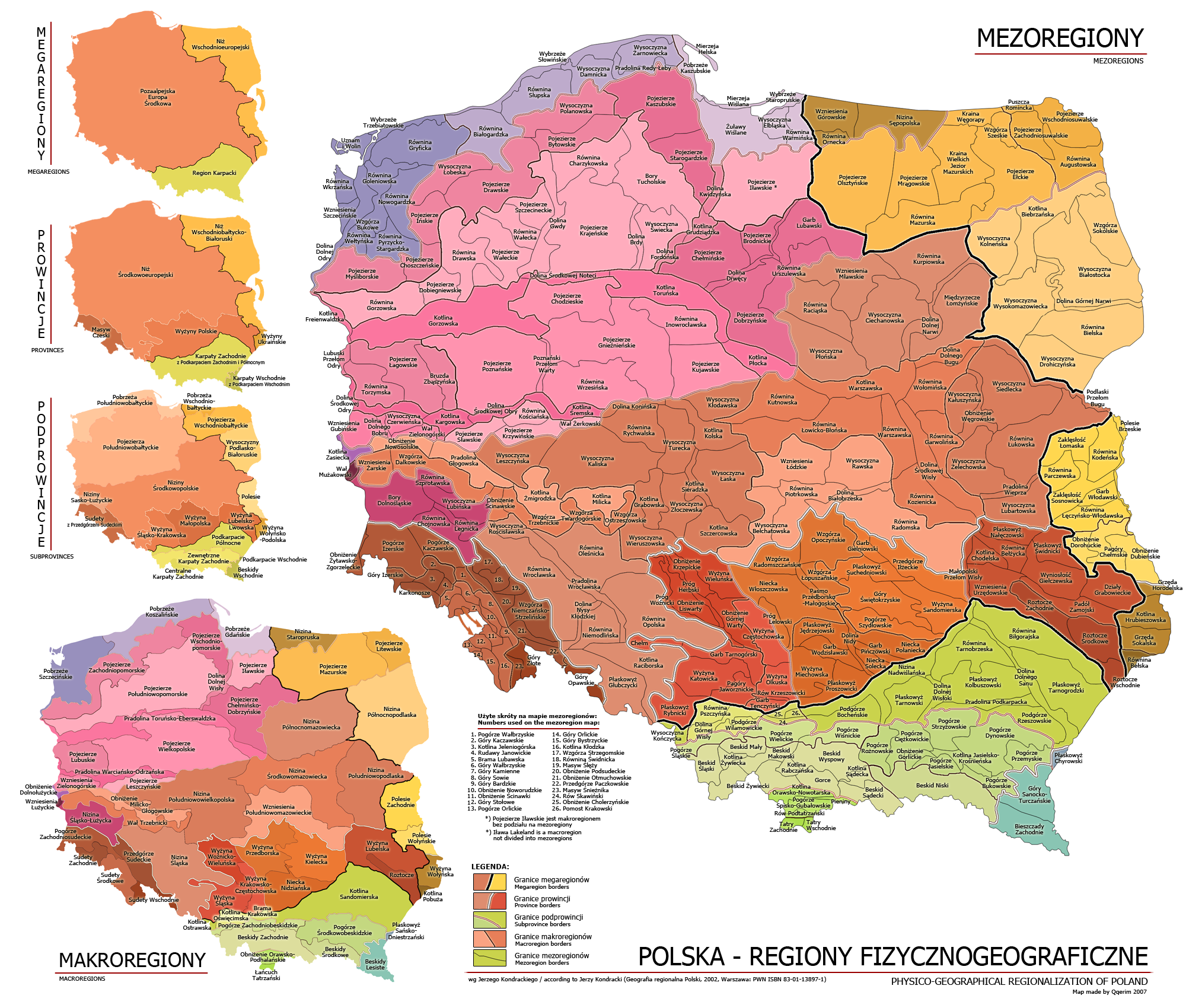
Bản đồ các khu vực địa lý của Ba Lan, phân chia các khu vực theo từng màu khác nhau

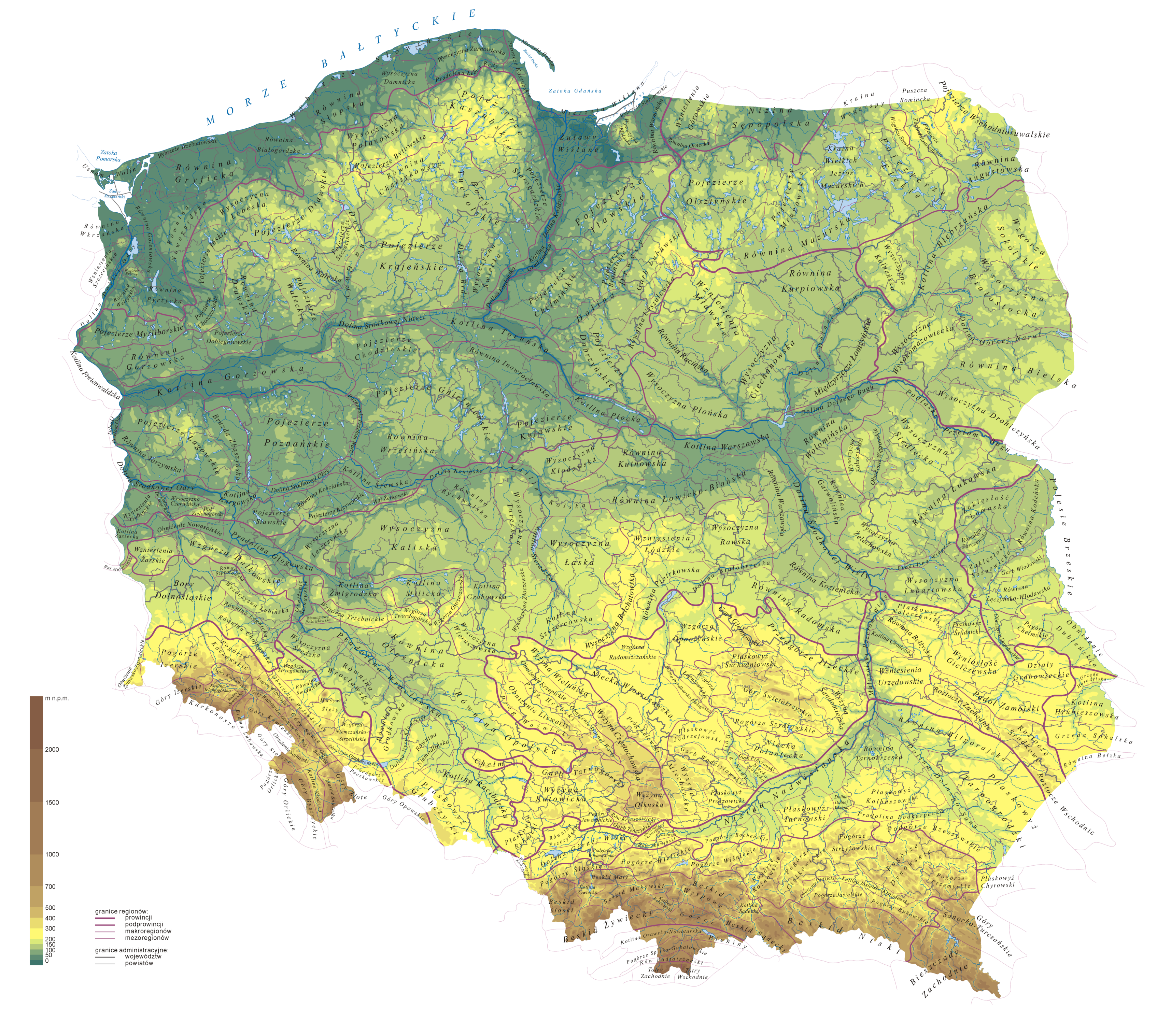
Bản đồ đặc điểm tự nhiên trên nền các dạng địa hình và các khu hành chính Ba Lan

Khu vực địa lý tự nhiên của Ba Lan được nghiên cứu bởi nhà địa lý học người Ba Lan Jerzy Kondracki trong nửa sau của thế kỷ 20, sau đó được sửa đổi nhiều lần.

## Lịch sử

### Thế chiến II
Những quan điểm đầu tiên về khu vực địa lý tự nhiên của Ba Lan đã xuất hiện trong nghiên cứu của Jan Długosz. Lĩnh vực này dành được nhiều sự quan tâm hơn vào đầu thế kỷ 19 và 20, bởi kiến thức về điều kiện tự nhiên của người dân quốc gia này đã được mở rộng hơn. Trong thời kỳ này, nhiều nhà địa lý đã xuất bản những tác phẩm của mình, một số tên tuổi có thể kể đến như: Stanisław Staszic, Wincenty Pol, Antoni Rehman, Wacław Nałkowski, Stanisław Lencewicz hoặc Ludomir Sawicki. Mỗi người trong số họ đều có khái niệm riêng về việc chia Ba Lan thành các khu vực địa lý tự nhiên khác nhau.
Cuối cùng, việc thay đổi biên giới lãnh thổ Ba Lan sau Chiến tranh thế giới thứ hai kéo theo các vấn đề và tranh chấp liên quan đến khu vực địa lý tự nhiên phải được giải quyết. Những vấn đề này đã được nêu ra vào năm 1946 tại Đại hội Địa lý Quốc gia lần thứ nhất.

### Khái niệm của J. Kondracki
Jerzy Kondracki được cho là người có tầm ảnh hưởng quan trọng trong vấn đề phân vùng đất nước. Công việc của ông bắt đầu từ năm 1955, khi ông công bố trên tạp chí địa lý Ba Lan có tên " [./https://pl.wikipedia.org/wiki/Przegl%C4%85d_Geograficzny Przeglądzie Geograficznym]" (tạm dịch: Địa lý tổng quan) bài báo có tựa Các vấn đề về khu vực địa lý tự nhiên của Ba Lan. Trọng tâm của phân vùng là phân loại các khu vực địa lý tự nhiên của thế giới theo hệ thập phân được đề xuất năm 1964 tại Đại hội Địa lý Quốc tế ở London. Các đề xuất phân vùng của Ba Lan đã được sửa đổi hai năm sau đó trong một hội nghị quốc tế do Hiệp hội Địa lý Ba Lan và Khoa Địa lý Tự nhiên- Đại học Vác-sa-va tổ chức.
Năm 1961, J. Kondracki công bố trên tạp chí địa lý Ba Lan có tên " [./https://pl.wikipedia.org/wiki/Przegl%C4%85d_Geograficzny Przeglądzie Geograficznym]" (tạm dịch: Địa lý tổng quan) bài báo có tựa Bàn về vấn đề thuật ngữ và phân loại khu vực trong địa lý tự nhiên của Ba Lan. Trong nghiên cứu này, ông đã phân chia Ba Lan thành 2 miền, 7 tỉnh, 14 huyện, 39 khu vực tự nhiên (những khu vực với hệ sinh thái đồng nhất) và 210 tiểu vùng (thuật ngữ đơn vị sau này). Số liệu này đã được sửa đổi một chút (giảm số lượng tỉnh xuống 6 và tăng số lượng tiểu vùng lên 212) và được mở rộng để bao gồm các mã đơn vị địa lý mà sau này đã được J. Kondracki xuất bản trong cuốn sách Địa lý tự nhiên của Ba Lan (1965).
Năm 1968, J. Kondracki đã xuất bản một ấn phẩm có sửa đổi nội dung trong bài viết Khu vực địa lý tự nhiên của Ba Lan và các nước láng giềng trong hệ thập phân - tạp chí " [./https://pl.wikipedia.org/wiki/Przegl%C4%85d_Geograficzny Przeglądzie Geograficznym]" (tạm dịch: Địa lý tổng quan). Nội dung nghiên cứu trong phiên bản này được lưu hành trong Tập bản đồ Atlas quốc gia Ba Lan những năm 1973-1978. Ngoài ra, một thay đổi nhỏ khác trong cuốn sách Phân vùng Địa lý tự nhiên của Ba Lan (1977) cũng được sử dụng trong tập Atlas quốc gia nói trên trong suốt những năm 1978-1988. Cụ thể là phân chia Ba Lan thành 6 tỉnh, 18 huyện, 56 khu vực tự nhiên và 318 tiểu vùng.
Năm 1994, hai nghiên cứu mới về phân vùng địa lý tự nhiên đã được xuất bản. Ấn phẩm đầu tiên được xuất bản trong cuốn sách "Địa lý Ba Lan'' của J. Kondracki là bài nghiên cứu về Tiểu vùng địa lý tự nhiên bao gồm một bản đồ và một danh sách phân chia đất nước thành 309 tiểu vùng. Ấn phẩm thứ hai là bản đồ Khu vực địa lý tự nhiên do J. Kondracki và A. Richling cùng xuất bản trong Tập bản đồ Atlas quốc gia Cộng hòa.Sự phân chia này dựa trên cách phân vùng từ năm 1977, trong đó ranh giới của các tiểu vùng đã được sửa đổi. Sự phân chia theo bản đồ này đã trở thành tiêu chuẩn được lặp lại trong các ấn phẩm khác nhau sau này .
Năm 1987, sau khi được bổ sung và chỉnh sửa, tên các vùng đã được Ủy ban thiết lập tên địa danh và vật thể sinh lý tại Văn phòng Hội đồng Bộ trưởng thông qua và xuất bản trong ấn phẩm chính thức: Tên địa lý của Cộng hòa Ba Lan (1991).
Theo Kondracki, sự phân chia các vùng địa lý cần tuân thủ nghiêm ngặt theo nguyên tắc khoa học. Tuy nhiên, có một số trường hợp lệch khỏi cách phân chia khu vực thường thấy (ví dụ: không có Vùng đất thấp Mazovia, Wielkopolska, hoặc Quận Suwałki). Nhận ra điều này, Kondracki muốn phát triển một phiên bản phân vùng của mình, có thể phù hợp để lưu hành các trường học. Không may ông đã đột ngột qua đời trước khi hoàn thành được ý nguyện này.
Sự phân chia khu vực địa lý tự nhiên được đưa ra bởi Kondracki là nghiên cứu khu vực toàn diện duy nhất của Ba Lan đã được chấp nhận rộng rãi bởi các nhà địa lý Ba Lan. Tuy nhiên, cách phân vùng này chỉ được áp dụng ở Ba Lan. Ở các nước láng giềng của Ba Lan, có thể tồn tại cách phân vùng khác, do đó, một số địa danh có thể có ở Ba Lan, nhưng không tồn tại ở nước khác và ngược lại (ví dụ: theo phân vùng của Kondracki chia thành Đông và Tây Bieszczady, nhưng nước Ucraina lại chia thành Đông, Trung và Tây Bieszczady).

### Phân vùng từ năm 2018
Năm 2018, một nhóm gồm 26 nhà khoa học từ 14 trường đại học và tổ chức khoa học (bao gồm. Jerzy Solon, Andrzej Richling, Wiesław Ziaja) đã xuất bản một phiên bản sửa đổi phân vùng Ba Lan thành các khu vực địa lý tự nhiên trong tạp chí Geographia Polonica.Cách phân vùng mới là bản sửa đổi của phân vùng bởi J. Kondracki và A. Richling từ năm 1994. Nó được tạo ra với tỷ lệ 1: 50.000. Ranh giới của các tiểu vùng được thiết lập bằng cách sử dụng dữ liệu mới nhất và các phân tích trong Hệ thống thông tin địa lý, cũng như tính đến sự phân chia khu vực được phát triển trong những năm gần đây tại các trung tâm học thuật. Ủy ban Cảnh quan Văn hóa của Hiệp hội Địa lý Ba Lan và Hiệp hội Cảnh quan Sinh thái Ba Lan cũng chú trọng vào việc sửa đổi này. Sự phân chia các khu vực theo cấp bậc thành miền, tỉnh, huyện, khu vực tự nhiên và tiểu vùng vẫn được duy trì; mã đơn vị địa lý của các khu vực cũng được giữ nguyên. Ranh giới và số lượng tiểu vùng tăng lên (344 tiểu vùng). Số lượng miền, tỉnh, huyện, khu vực tự nhiên không bị thay đổi, mặc dù tên của chúng đôi khi bị thay đổi (cũng như sự thay đổi ranh giới dẫn đến việc sửa đổi các ranh giới tiểu vùng) .

## Phân chia thành các tỉnh, huyện, khu vực tự nhiên và tiểu vùng

### 31 [./https://pl.wikipedia.org/wiki/Nizina_%C5%9ArodkowoeuropejskaNizina Środkowoeuropejska]
Bờ biển Nam Baltic
313.2-3 Kè Szczecinski 
313,21 [./https://pl.wikipedia.org/wiki/Uznam_i_Wolin Uznam] và Wolin
313,22 Bờ biển Trzebiatowskie
313,23 Równina Wkrzańska (Równina Policka)
313.24 Thung lũng [./https://pl.wikipedia.org/wiki/Dolina_Dolnej_Odry Dolnej] Oder
313.25 Đồng bằng Goleniów
313,26 Vùng cao Szczecin
313,27 Đồi Beech
313.28 Đồng bằng Wełtyńska
313.31 Đồng bằng Pyrzycko-Stargardzka
313.32 Đồng bằng Nowogardzka
313.33 Đồng bằng Gryficka
313,4 Kè Koszalińskie 
313.41 Bờ biển Słowińskie
313.42 Đồng bằng Białogard
313.43 Đồng bằng Słupsk
313.44 Vùng cao Damnicka
313,45 Vùng cao Żarnowiec
313,46 [./https://pl.wikipedia.org/wiki/Pradolina_Toru%C5%84sko-Eberswaldzka Pradolina] Redy-Łeba
313,5 Pomorze Gdansk 
313,51 Bờ biển Kashubia
313,52 [./https://pl.wikipedia.org/wiki/Mierzeja_Helska Mierzeja Helska]
313,53 [./https://pl.wikipedia.org/wiki/Mierzeja_Wi%C5%9Blana Mierzeja Wiślana]
313,54 Żuławy Wiślane
313.55 Vùng cao Elbląg
313,56 Đồng bằng [./https://pl.wikipedia.org/wiki/R%C3%B3wnina_Warmi%C5%84ska Warmińska]
313,57 Bờ biển [./https://pl.wikipedia.org/wiki/Wybrze%C5%BCe_Staropruskie Staropruskie]
314-316 [./https://pl.wikipedia.org/wiki/Pojezierza_Po%C5%82udniowoba%C5%82tyckie Pojezierza Południowobałtyckie] (Vùng đất hồ phía nam Baltic)
314.4 [./https://pl.wikipedia.org/wiki/Pojezierze_Zachodniopomorskie Quận Zachodniopomorskie] 
314.41 Quận Myśliborskie
314,42 Quận Choszczno
314.43 Quận [./https://pl.wikipedia.org/wiki/Pojezierze_I%C5%84skie Ińskie]
314,44 [./https://pl.wikipedia.org/wiki/Wysoczyzna_%C5%81obeska Wysoczyzna Łobeska]
314,45 Quận Drawsko
314.46 Wysoczyzna Polanowska
314,47 Quận Bytowskie
314,5 [./https://pl.wikipedia.org/wiki/Pojezierze_Wschodniopomorskie Quận Wschodniopomorskie] (phía Đông) 
314,51 Quận Kashubian
314,52 Quận Starogard
314,6-7 Hồ Południowopomorskie 
314.61 Đồng bằng Gorzów
314.62 Quận Dobiegniewskie
314,63 [./https://pl.wikipedia.org/wiki/R%C3%B3wnina_Drawska Równina Drawska]
314,64 Hồ Wałeckie
314,65 Đồng bằng Wałcz
314.66 Quận Szczecineckie
314,67 Đồng bằng Charhotowska
314,68 Thung lũng Gwda
314,69 Quận Krajeńskie
314,71 Rừng Tuchola
314,72 Thung lũng Brda
314.73 Cao nguyên Platwiecie
314.8 Thung lũng [./https://pl.wikipedia.org/wiki/Dolina_Dolnej_Wis%C5%82y Dolnej Wisły] 
314.81 Thung lũng Kwidzyn
314.82 Lưu vực Grudziądz
314.83 Thung lũng Fordońska
314.9 Quận Iławskie
315,1 Quận Chełmińsko-Dobrzyńskie 
315.11 Quận Chełmno
315.12 Quận Brodickie
315.13 Thung lũng Drwęca
315,14 Quận Dobrzyńskie
315,15 Garb Lubawski
315.16 Đồng bằng Urszulewska
315.3 Thung lũng Toruńsko-Eberswaldzka 
315.31 Lưu vực Freienwaldzka
315.32 Lưu vực Gorzów
315,33 Thung lũng [./https://pl.wikipedia.org/wiki/Dolina_%C5%9Arodkowej_Noteci Środkowej Notec]
315.34 Lưu vực Torun
315.35 Lưu vực Płock
315,4 Quận Lubuskie (Brandenbursko-Lubuskie) 
315,41 Lubuski Przełom Odry
315,42 [./https://pl.wikipedia.org/wiki/Pojezierze_%C5%81agowskie Quận Łagowskie]
315.43 Đồng bằng 315,43 Torzymska
315,44 Bruzda Zbąszyńska
315,5 [./https://pl.wikipedia.org/wiki/Pojezierze_Wielkopolskie Pojezierze Wielkopolskie] 
315,51 Quận Poznańskie
315,52 Poznański Przełom [./https://pl.wikipedia.org/wiki/Pozna%C5%84ski_Prze%C5%82om_Warty Warty]
315,53 [./https://pl.wikipedia.org/wiki/Pojezierze_Chodzieskie Quận Chodzieskie]
315,54 Quận Gnieźnieńskie
315,55 Đồng bằng Inowrocławska
315,56 Đồng bằng Wrzesińska
315,57 Quận Kujawskie
315.6 [./https://pl.wikipedia.org/wiki/Pradolina_Warcia%C5%84sko-Odrza%C5%84ska Pradolina Warciańsko-Odrzańska] 
315,61 Thung lũng [./https://pl.wikipedia.org/wiki/Dolina_%C5%9Arodkowej_Odry Środkowej Odry]
315,62 Lưu vực Kargowska
315,63 Thung lũng [./https://pl.wikipedia.org/wiki/Dolina_%C5%9Arodkowej_Obry Środkowej Obry]
315,64 Lưu vực Śremska
315,7 Đồi Zielona Góra 
315.71 Đồi Gubińskie
315,72 Thung lũng [./https://pl.wikipedia.org/wiki/Dolina_Dolnego_Bobru Dolnego Bobru]
315,73 Wysoczyzna Czerwień
315,74 Wał Zielonogórski
315,8 Quận Leszno 
315.81 Quận Sławskie
315,82 Quận Krzywińskie
315.83 Đồng bằng Kościan
315,84 Wał Żerkowski
317 Vùng đất thấp Saska-Łużyckie
317.2 [./https://pl.wikipedia.org/wiki/Obni%C5%BCenie_Dolno%C5%82u%C5%BCyckie Obniżenie Dolnołużyckie] 
317,23 Lưu vực Zasiecka
317.4 [./https://pl.wikipedia.org/wiki/Wzniesienia_%C5%81u%C5%BCyckie Wzniesienia Łużyckie] 
317,46 [./https://pl.wikipedia.org/wiki/Wa%C5%82_Mu%C5%BCakowski Wał Mużakowski]
317.7 Vùng đất thấp Silesian-Lusatian 
317,74 Bory Dolnośląskie
317,75 Đồng bằng Szprotawska
317,76 Wysińsko Lubińska
317.77 Đồng bằng Legnicka
317.78 Đồng bằng Chojnowska
318 Niziny Środkowopolskie
318.1-2 Nizina Południowowielelskańska 
318.11 Wysoczyzna Leszczyńska
318.12 Wysoczyzna Kaliska
318.13 Thung lũng Konin
318,14 Lưu vực Kolska
318.15 Wysoczyzna Kłodawska
318.16 Đồng bằng Rychwalska
318,17 Cao nguyên [./https://pl.wikipedia.org/wiki/Wysoczyzna_Turecka Turecka]
318,18 lưu vực Sieradzka
318.19 Wysoczyzna Łaska
318,21 Grablin Grabowska
318,22 Wysoczyzna Złoczewska
318,23 Lưu vực Szczercowska
318.24 [./https://pl.wikipedia.org/wiki/Wysoczyzna_Wieruszowska Wysoczyzna Wieruszowska]
318.3 [./https://pl.wikipedia.org/wiki/Obni%C5%BCenie_Milicko-G%C5%82ogowskie Obniżenie Milicko-Głogowskie] 
318.31 [./https://pl.wikipedia.org/wiki/Obni%C5%BCenie_Nowosolskie Obniżenie Nowosolskie]
318,32 [./https://pl.wikipedia.org/wiki/Pradolina_Toru%C5%84sko-Eberswaldzka Pradolina] Głogowska
318,33 Lưu vực [./https://pl.wikipedia.org/wiki/Kotlina_%C5%BBmigrodzka Żmigrodzka]
318.34 Lưu vực Milicka
318,4 Wał Trzebnicki 
318,41 Đồi Żary
318,42 Đồi Dalkowskie
318,43 [./https://pl.wikipedia.org/wiki/Obni%C5%BCenie_%C5%9Acinawskie Obniżenie Ścinawskie]
318,44 Wzgórza Trzebnickie
318,45 Đồi Twardogórskie
318,46 Đồi Ostrzezów
318,5 Vùng đất thấp Silesian 
318,51 Vùng cao Rościsławska
318,52 [./https://pl.wikipedia.org/wiki/Pradolina_Toru%C5%84sko-Eberswaldzka Pradolina] Wrocławska
318,53 Đồng bằng Wrocław
318,54 Thung lũng Nysa Kłodzka
318.55 Đồng bằng Niemodlinska
318,56 Đồng bằng Oleśnicka
318.57 Đồng bằng Opolska
318,58 Cao nguyên Głubczyce
318,59 Thung lũng Raciborska
318.6 Vùng đất thấp Biển Bắc 
318,61 Vùng cao Plonsk
318,62 Đồng bằng Racia
318,63 Đồi [./https://pl.wikipedia.org/wiki/Wzniesienia_M%C5%82awskie Mławskie]
318,64 Vùng cao Ciechanowska
318,65 Đồng bằng Kurpiowska đ
318.66 Thung lũng [./https://pl.wikipedia.org/wiki/Dolina_Dolnej_Narwi Dolnej Narwi]
318,67 Międzyrzecze [./https://pl.wikipedia.org/wiki/Mi%C4%99dzyrzecze_%C5%81om%C5%BCy%C5%84skie Łomżyńskie]
318,7 Nizina Środkowomazowiecka 
318.71 Đồng bằng Kutno
318,72 Đồng bằng Łowicko-Błońska
318,73 Lưu vực Warsaw
318,74 Thung lũng [./https://pl.wikipedia.org/wiki/Dolina_Dolnego_Bugu Dolnego Bugu]
318,75 Thung lũng [./https://pl.wikipedia.org/wiki/Dolina_%C5%9Arodkowej_Wis%C5%82y Środkowej Wisły]
318,76 đồng bằng Warsaw
318,77 Đồng bằng Kozienice
318,78 đồng bằng Wolomin
318,79 Đồng bằng Garwolinska
318,8 [./https://pl.wikipedia.org/wiki/Wzniesienia_Po%C5%82udniowomazowieckie Wzniesienia Południowomazowieckie] 
318.81 Wysoczyzna Bełchatowska
318.82 Wzniesienia Łódzkie
318,83 Vysocina Rawa
318.84 Đồng bằng Piotrkowska
318,85 Thung lũng Białobrzeska
318,86 Đồng bằng Radomska
318,9 Nizina Południowepadlaska 
318.91 Podlaski Przełom Bugu
318,92 Wysoczyzna Kałuszyńska
318,93 [./https://pl.wikipedia.org/wiki/Obni%C5%BCenie_W%C4%99growskie Obniżenie Węgrowskie]
318.94 Vùng cao Siedlecka
318,95 Vùng cao [./https://pl.wikipedia.org/wiki/Wysoczyzna_%C5%BBelechowska Żelechowska]
318,96 Đồng bằng Łukowska
318,97 [./https://pl.wikipedia.org/wiki/Pradolina_Toru%C5%84sko-Eberswaldzka Pradolina] Wieprza
318,98 Wysoczyzna Lubartowska

### 33 [./https://pl.wikipedia.org/wiki/Masyw_CzeskiMasyw Czeski]
332 [./https://pl.wikipedia.org/wiki/Sudety Sudety] z [./https://pl.wikipedia.org/wiki/Przedg%C3%B3rze_Sudeckie Przedgórzem Sudeckim] 
332.1 [./https://pl.wikipedia.org/wiki/Przedg%C3%B3rze_Sudeckie Przedgórze Sudeckie] 
332.11 [./https://pl.wikipedia.org/wiki/Wzg%C3%B3rza_Strzegomskie Wzgórza Strzegomskie]
332.12 [./https://pl.wikipedia.org/wiki/R%C3%B3wnina_%C5%9Awidnicka Równina Świdnicka]
332.13 [./https://pl.wikipedia.org/wiki/Masyw_%C5%9Al%C4%99%C5%BCy Masyw Ślęży]
332.14 [./https://pl.wikipedia.org/wiki/Wzg%C3%B3rza_Niemcza%C5%84sko-Strzeli%C5%84skie Wzgórza Niemczańsko-Strzelińskie]
332.15 [./https://pl.wikipedia.org/wiki/Obni%C5%BCenie_Podsudeckie Obniżenie Podsudeckie]
332.16 [./https://pl.wikipedia.org/wiki/Obni%C5%BCenie_Otmuchowskie Obniżenie Otmuchowskie]
332.17 [./https://pl.wikipedia.org/wiki/Przedg%C3%B3rze_Paczkowskie Przedgórze Paczkowskie]

332.2 [./https://pl.wikipedia.org/wiki/Pog%C3%B3rze_Zachodniosudeckie Chân đồi Zachodniosudeckie] 
332.25 [./https://pl.wikipedia.org/wiki/Obni%C5%BCenie_%C5%BBytawsko-Zgorzeleckie Obniżenie Żytawsko-Zgorzeleckie]
332.26 [./https://pl.wikipedia.org/wiki/Pog%C3%B3rze_Izerskie Chân đồi Izerskie]
332.27 [./https://pl.wikipedia.org/wiki/Pog%C3%B3rze_Kaczawskie Chân đồi Kaczawskie]
332.28 [./https://pl.wikipedia.org/wiki/Pog%C3%B3rze_Wa%C5%82brzyskie Chân đồi Wałbrzyskie]

332.2 [./https://pl.wikipedia.org/wiki/Pog%C3%B3rze_Zachodniosudeckie Chân đồi Zachodniosudeckie] 
332.25 [./https://pl.wikipedia.org/wiki/Obni%C5%BCenie_%C5%BBytawsko-Zgorzeleckie Obniżenie Żytawsko-Zgorzeleckie]
332.26 [./https://pl.wikipedia.org/wiki/Pog%C3%B3rze_Izerskie Chân đồi Izerskie]
332.27 [./https://pl.wikipedia.org/wiki/Pog%C3%B3rze_Kaczawskie Chân đồi Kaczawskie]
332.28 [./https://pl.wikipedia.org/wiki/Pog%C3%B3rze_Wa%C5%82brzyskie Chân đồi Wałbrzyskie]

332.4-5 [./https://pl.wikipedia.org/wiki/Sudety_%C5%9Arodkowe Sudety Środkowe] 
332.41 [./https://pl.wikipedia.org/wiki/Brama_Lubawska Brama Lubawska]
332.42 [./https://pl.wikipedia.org/wiki/G%C3%B3ry_Wa%C5%82brzyskie Núi Wałbrzyskie]
332.43 [./https://pl.wikipedia.org/wiki/G%C3%B3ry_Kamienne Núi Kamienne]
332.44 [./https://pl.wikipedia.org/wiki/G%C3%B3ry_Sowie Núi Sowie]
332.45 [./https://pl.wikipedia.org/wiki/G%C3%B3ry_Bardzkie Núi Bardzkie]
332.46 [./https://pl.wikipedia.org/wiki/Obni%C5%BCenie_Noworudzkie Obniżenie Noworudzkie]
332.47 [./https://pl.wikipedia.org/wiki/Obni%C5%BCenie_%C5%9Acinawki Obniżenie Ścinawki]
332.48 [./https://pl.wikipedia.org/wiki/G%C3%B3ry_Sto%C5%82owe Núi Stołowe]
332.51 [./https://pl.wikipedia.org/wiki/Pog%C3%B3rze_Orlickie Chân đồi Orlickie]
332.52 [./https://pl.wikipedia.org/wiki/G%C3%B3ry_Orlickie Núi Orlickie]
332.53 [./https://pl.wikipedia.org/wiki/G%C3%B3ry_Bystrzyckie_(Sudety) Núi Bystrzyckie]
332.54 [./https://pl.wikipedia.org/wiki/Kotlina_K%C5%82odzka Lưu vực Kłodzka]

332.6 [./https://pl.wikipedia.org/wiki/Sudety_Wschodnie Sudety Wschodnie] 
332.61 [./https://pl.wikipedia.org/wiki/G%C3%B3ry_Z%C5%82ote Núi Złote]
332.62 [./https://pl.wikipedia.org/wiki/Masyw_%C5%9Anie%C5%BCnika Masyw Śnieżnika]
332.63 [./https://pl.wikipedia.org/wiki/G%C3%B3ry_Opawskie Núi Opawskie]

### 34 Vùng cao Ba Lan
341 [./https://pl.wikipedia.org/wiki/Wy%C5%BCyna_%C5%9Al%C4%85sko-Krakowska Wyżyna Śląsko-Krakowska]
341.1 [./https://pl.wikipedia.org/wiki/Wy%C5%BCyna_%C5%9Al%C4%85ska Wyżyna Śląska] 
341.11 [./https://pl.wikipedia.org/wiki/Che%C5%82m_(Wy%C5%BCyna_%C5%9Al%C4%85ska) Chełm]
341.12 [./https://pl.wikipedia.org/wiki/Garb_Tarnog%C3%B3rski Garb Tarnogórski]
341.13 [./https://pl.wikipedia.org/wiki/Wy%C5%BCyna_Katowicka Wyżyna Katowicka]
341.14 [./https://pl.wikipedia.org/wiki/Pag%C3%B3ry_Jaworznickie PaNúi Jaworznickie]
341.15 [./https://pl.wikipedia.org/wiki/P%C5%82askowy%C5%BC_Rybnicki Cao nguyên Rybnicki]

341.2 [./https://pl.wikipedia.org/wiki/Wy%C5%BCyna_Wo%C5%BAnicko-Wielu%C5%84ska Wyżyna Woźnicko-Wieluńska] 
341.21 [./https://pl.wikipedia.org/wiki/Wy%C5%BCyna_Wielu%C5%84ska Wyżyna Wieluńska]
341.22 [./https://pl.wikipedia.org/wiki/Obni%C5%BCenie_Liswarty Obniżenie Liswarty]
341.23 [./https://pl.wikipedia.org/wiki/Pr%C3%B3g_Wo%C5%BAnicki Próg Woźnicki]
341.24 [./https://pl.wikipedia.org/wiki/Pr%C3%B3g_Herbski Próg Herbski]
341.25 [./https://pl.wikipedia.org/wiki/Obni%C5%BCenie_G%C3%B3rnej_Warty Obniżenie Górnej Warty]
341.26 [./https://pl.wikipedia.org/wiki/Obni%C5%BCenie_Krzepickie Obniżenie Krzepickie]

341.3 [./https://pl.wikipedia.org/wiki/Wy%C5%BCyna_Krakowsko-Cz%C4%99stochowska Wyżyna Krakowsko-Częstochowska] 
341.31 [./https://pl.wikipedia.org/wiki/Wy%C5%BCyna_Cz%C4%99stochowska Wyżyna Częstochowska]
341.32 [./https://pl.wikipedia.org/wiki/Wy%C5%BCyna_Olkuska Wyżyna Olkuska]
341.33 [./https://pl.wikipedia.org/wiki/R%C3%B3w_Krzeszowicki Rów Krzeszowicki]
341.34 [./https://pl.wikipedia.org/wiki/Garb_Tenczy%C5%84ski Garb Tenczyński]

342 Wyżyna Małopolska

342.1 [./https://pl.wikipedia.org/wiki/Wy%C5%BCyna_Przedborska Wyżyna Przedborska] 
342.11 [./https://pl.wikipedia.org/wiki/Wzg%C3%B3rza_Radomszcza%C5%84skie Wzgórza Radomszczańskie]
342.12 [./https://pl.wikipedia.org/wiki/Wzg%C3%B3rza_Opoczy%C5%84skie Wzgórza Opoczyńskie]
342.13 [./https://pl.wikipedia.org/wiki/Pr%C3%B3g_Lelowski Próg Lelowski]
342.14 [./https://pl.wikipedia.org/wiki/Niecka_W%C5%82oszczowska Niecka Włoszczowska]
342.15 [./https://pl.wikipedia.org/wiki/Pasmo_Przedborsko-Ma%C5%82ogoskie Pasmo Przedborsko-Małogoskie]
342.16 [./https://pl.wikipedia.org/wiki/Wzg%C3%B3rza_%C5%81opusza%C5%84skie Wzgórza Łopuszańskie]

342.2 [./https://pl.wikipedia.org/wiki/Niecka_Nidzia%C5%84ska Niecka Nidziańska] 
342.21 [./https://pl.wikipedia.org/wiki/P%C5%82askowy%C5%BC_J%C4%99drzejowski Cao nguyên Jędrzejowski]
342.22 [./https://pl.wikipedia.org/wiki/Wy%C5%BCyna_Miechowska Wyżyna Miechowska]
342.23 [./https://pl.wikipedia.org/wiki/P%C5%82askowy%C5%BC_Proszowicki Cao nguyên Proszowicki]
342.24 [./https://pl.wikipedia.org/wiki/Garb_Wodzis%C5%82awski Garb Wodzisławski]
342.25 [./https://pl.wikipedia.org/wiki/Dolina_Nidy Thung lũng Nidy]
342.26 [./https://pl.wikipedia.org/wiki/Niecka_Solecka Niecka Solecka]
342.27 [./https://pl.wikipedia.org/wiki/Garb_Pi%C5%84czowski Garb Pińczowski]
342.28 [./https://pl.wikipedia.org/wiki/Niecka_Po%C5%82aniecka Niecka Połaniecka]

342.3 [./https://pl.wikipedia.org/wiki/Wy%C5%BCyna_Kielecka Wyżyna Kielecka] 
342.31 [./https://pl.wikipedia.org/wiki/P%C5%82askowy%C5%BC_Suchedniowski Cao nguyên Suchedniowski]
342.32 [./https://pl.wikipedia.org/wiki/Garb_Gielniowski Garb Gielniowski]
342.33 [./https://pl.wikipedia.org/wiki/Przedg%C3%B3rze_I%C5%82%C5%BCeckie Przedgórze Iłżeckie]
342.34-5 [./https://pl.wikipedia.org/wiki/G%C3%B3ry_%C5%9Awi%C4%99tokrzyskie Núi Świętokrzyskie]
342.36 [./https://pl.wikipedia.org/wiki/Wy%C5%BCyna_Sandomierska Wyżyna Sandomierska]
342.37 [./https://pl.wikipedia.org/wiki/Pog%C3%B3rze_Szyd%C5%82owskie Chân đồi Szydłowskie]

343 Wyżyna Lubelsko-Lwowska
343.1 [./https://pl.wikipedia.org/wiki/Wy%C5%BCyna_Lubelska Wyżyna Lubelska] 
343.11 [./https://pl.wikipedia.org/wiki/Ma%C5%82opolski_Prze%C5%82om_Wis%C5%82y Małopolski Przełom Wisły]
343.12 [./https://pl.wikipedia.org/wiki/P%C5%82askowy%C5%BC_Na%C5%82%C4%99czowski Cao nguyên Nałęczowski]
343.13 [./https://pl.wikipedia.org/wiki/R%C3%B3wnina_Be%C5%82%C5%BCycka Równina Bełżycka]
343.14 [./https://pl.wikipedia.org/wiki/Kotlina_Chodelska Lưu vực Chodelska]
343.15 [./https://pl.wikipedia.org/wiki/Wzniesienia_Urz%C4%99dowskie Wzniesienia Urzędowskie]
343.16 [./https://pl.wikipedia.org/wiki/P%C5%82askowy%C5%BC_%C5%9Awidnicki Cao nguyên Świdnicki]
343.17 [./https://pl.wikipedia.org/wiki/Wynios%C5%82o%C5%9B%C4%87_Gie%C5%82czewska Wyniosłość Giełczewska]
343.18 [./https://pl.wikipedia.org/wiki/Dzia%C5%82y_Grabowieckie Działy Grabowieckie]
343.19 [./https://pl.wikipedia.org/wiki/Pad%C3%B3%C5%82_Zamojski Padół Zamojski]

343.2 [./https://pl.wikipedia.org/wiki/Roztocze_(kraina) Roztocze] 
343.21 [./https://pl.wikipedia.org/wiki/Roztocze_Zachodnie Roztocze Zachodnie]
343.22 [./https://pl.wikipedia.org/wiki/Roztocze_%C5%9Arodkowe Roztocze Środkowe]
343.23 [./https://pl.wikipedia.org/wiki/Roztocze_Wschodnie Roztocze Wschodnie]

### 51 [./https://pl.wikipedia.org/wiki/Karpaty_ZachodnieKarpaty Zachodnie] z [./https://pl.wikipedia.org/wiki/Podkarpacie_ZachodniePodkarpaciem Zachodnim] i [./https://pl.wikipedia.org/wiki/Podkarpacie_P%C3%B3%C5%82nocnePółnocnym]
512 Bắc Podkarpacie
512.1 Lưu vực Ostrava 
512.11 [./https://pl.wikipedia.org/wiki/Wysoczyzna_Ko%C5%84czycka Wysoczyzna Kończycka]
512.2 Lưu vực Oświęcim 
512,21 Pszczyńska
512.22 [./https://pl.wikipedia.org/wiki/Dolina_G%C3%B3rnej_Wis%C5%82y Thung lũng Górnej Wisły]
512,23 Podgórze Wilamowickie
512.3 [./https://pl.wikipedia.org/wiki/Brama_Krakowska_(makroregion) Brama Krakowska] 
512.31 [./https://pl.wikipedia.org/wiki/R%C3%B3w_Skawi%C5%84ski Rów Skawiński]
512.32 [./https://pl.wikipedia.org/wiki/Obni%C5%BCenie_Cholerzy%C5%84skie Obniżenie Cholerzyńskie]
512.33 [./https://pl.wikipedia.org/wiki/Pomost_Krakowski Pomost Krakowski]

512.4-5 [./https://pl.wikipedia.org/wiki/Kotlina_Sandomierska Lưu vực Sandomierska] 
512.41 [./https://pl.wikipedia.org/wiki/Nizina_Nadwi%C5%9Bla%C5%84ska Nizina Nadwiślańska]
512.42 [./https://pl.wikipedia.org/wiki/Podg%C3%B3rze_Boche%C5%84skie Podgórze Bocheńskie]
512.43 [./https://pl.wikipedia.org/wiki/P%C5%82askowy%C5%BC_Tarnowski Cao nguyên Tarnowski]
512.44 [./https://pl.wikipedia.org/wiki/Dolina_Dolnej_Wis%C5%82oki Thung lũng Dolnej Wisłoki]
512.45 [./https://pl.wikipedia.org/wiki/R%C3%B3wnina_Tarnobrzeska Równina Tarnobrzeska]
512.46 [./https://pl.wikipedia.org/wiki/Dolina_Dolnego_Sanu Thung lũng Dolnego Sanu]
512.47 [./https://pl.wikipedia.org/wiki/R%C3%B3wnina_Bi%C5%82gorajska Równina Biłgorajska]
512.48 [./https://pl.wikipedia.org/wiki/P%C5%82askowy%C5%BC_Kolbuszowski Cao nguyên Kolbuszowski]
512.49 [./https://pl.wikipedia.org/wiki/P%C5%82askowy%C5%BC_Tarnogrodzki Cao nguyên Tarnogrodzki]
512.51 [./https://pl.wikipedia.org/wiki/Pradolina_Toru%C5%84sko-Eberswaldzka Pradolina] Podkarpacka
512.52 [./https://pl.wikipedia.org/wiki/Podg%C3%B3rze_Rzeszowskie Podgórze Rzeszowskie]

513 [./https://pl.wikipedia.org/wiki/Zewn%C4%99trzne_Karpaty_Zachodnie Zewnętrzne Karpaty Zachodnie]
513.3 Các chân đồi phía Tây 
513.32 Chân đồi Silesian
513,33 Chân đồi Wielickie
513.34 Chân đồi Wiśnickie
513.44-57 [./https://pl.wikipedia.org/wiki/Beskidy_Zachodnie Beskidy Zachodnie] 
513.45 [./https://pl.wikipedia.org/wiki/Beskid_%C5%9Al%C4%85ski Beskid Śląski]
513.46 [./https://pl.wikipedia.org/wiki/Kotlina_%C5%BBywiecka Lưu vực Żywiecka]
513.47 [./https://pl.wikipedia.org/wiki/Beskid_Ma%C5%82y Beskid Mały]
513.48 [./https://pl.wikipedia.org/wiki/Beskid_Makowski Beskid Makowski]
513.49 [./https://pl.wikipedia.org/wiki/Beskid_Wyspowy Beskid Wyspowy]
513.50 [./https://pl.wikipedia.org/wiki/Kotlina_Rabcza%C5%84ska Lưu vực Rabczańska]
513.51 [./https://pl.wikipedia.org/wiki/Beskid_%C5%BBywiecki Beskid Żywiecki]
513.52 [./https://pl.wikipedia.org/wiki/Gorce Gorce]
513.53 [./https://pl.wikipedia.org/wiki/Kotlina_S%C4%85decka Lưu vực Sądecka]
513.54 [./https://pl.wikipedia.org/wiki/Beskid_S%C4%85decki Beskid Sądecki]

513.6 [./https://pl.wikipedia.org/wiki/Pog%C3%B3rze_%C5%9Arodkowobeskidzkie Chân đồi Środkowobeskidzkie] 
513.61 [./https://pl.wikipedia.org/wiki/Pog%C3%B3rze_Ro%C5%BCnowskie Chân đồi Rożnowskie]
513.62 [./https://pl.wikipedia.org/wiki/Pog%C3%B3rze_Ci%C4%99%C5%BCkowickie Chân đồi Ciężkowickie]
513.63 [./https://pl.wikipedia.org/wiki/Pog%C3%B3rze_Strzy%C5%BCowskie Chân đồi Strzyżowskie]
513.64 [./https://pl.wikipedia.org/wiki/Pog%C3%B3rze_Dynowskie Chân đồi Dynowskie]
513.65 [./https://pl.wikipedia.org/wiki/Pog%C3%B3rze_Przemyskie Chân đồi Przemyskie]
513.66 [./https://pl.wikipedia.org/wiki/Obni%C5%BCenie_Gorlickie Obniżenie Gorlickie]
513.67 [./https://pl.wikipedia.org/wiki/Kotlina_Jasielsko-Kro%C5%9Bnie%C5%84ska Lưu vực Jasielsko-Krośnieńska]
513.68 [./https://pl.wikipedia.org/wiki/Pog%C3%B3rze_Jasielskie Chân đồi Jasielskie]
513.69 [./https://pl.wikipedia.org/wiki/Pog%C3%B3rze_Bukowskie Chân đồi Bukowskie]

513.7 [./https://pl.wikipedia.org/wiki/Beskidy_%C5%9Arodkowe Beskidy Środkowe] 
513.71 [./https://pl.wikipedia.org/wiki/Beskid_Niski Beskid Niski]

514 [./https://pl.wikipedia.org/wiki/Centralne_Karpaty_Zachodnie Centralne Karpaty Zachodnie]
514.1 [./https://pl.wikipedia.org/wiki/Obni%C5%BCenie_Orawsko-Podhala%C5%84skie Obniżenie Orawsko-Podhalańskie] 
514.11 [./https://pl.wikipedia.org/wiki/Kotlina_Orawsko-Nowotarska Lưu vực Orawsko-Nowotarska]
514.12 [./https://pl.wikipedia.org/wiki/Pieniny Pieniny]
514.13 [./https://pl.wikipedia.org/wiki/Pog%C3%B3rze_Spisko-Guba%C5%82owskie Chân đồi Spisko-Gubałowskie]
514.14 [./https://pl.wikipedia.org/wiki/R%C3%B3w_Podtatrza%C5%84ski Rów Podtatrzański]

514.5 [./https://pl.wikipedia.org/wiki/%C5%81a%C5%84cuch_Tatrza%C5%84ski Łańcuch Tatrzański] 
514.52 [./https://pl.wikipedia.org/wiki/Tatry_Zachodnie Tatry Zachodnie]
514.53 [./https://pl.wikipedia.org/wiki/Tatry_Wschodnie Tatry Wschodnie]

### 52 Đông Carpathian với Đông Podkarpacie
521 Đông Podkarpacie
521.1 Cao nguyên [./https://pl.wikipedia.org/wiki/P%C5%82askowy%C5%BC_Sa%C5%84sko-Dniestrza%C5%84ski Sańsko-Dniestrzański] 
521.11 Cao nguyên Chyrowski
522, 524-526 [./https://pl.wikipedia.org/wiki/Zewn%C4%99trzne_Karpaty_Wschodnie Zewnętrzne Karpaty Wschodnie] (522 = [./https://pl.wikipedia.org/wiki/Beskidy_Wschodnie Beskidy Wschodnie])
522.1 [./https://pl.wikipedia.org/wiki/Beskidy_Lesiste Beskidy Lesiste] 
522.11 Dãy núi Sanocko-Turczańskie
522.12 Tây Bieszczady

### 84 Đông Baltic-Bêlarut
841 Bờ biển Đông Baltic
841.5 [./https://pl.wikipedia.org/wiki/Nizina_Staropruska Nizina Staropruska] 
841.57 [./https://pl.wikipedia.org/wiki/Wzniesienia_G%C3%B3rowskie Wzniesienia Górowskie]
841.58 [./https://pl.wikipedia.org/wiki/R%C3%B3wnina_Ornecka Równina Ornecka]
841.59 [./https://pl.wikipedia.org/wiki/Nizina_S%C4%99popolska Nizina Sępopolska]

842 [./https://pl.wikipedia.org/wiki/Pojezierza_Wschodnioba%C5%82tyckie Pojezierza Wschodniobałtyckie]
842.7 [./https://pl.wikipedia.org/wiki/Pojezierze_Litewskie Quận Litewskie]
842.71 [./https://pl.wikipedia.org/wiki/Puszcza_Romincka Puszcza Romincka]
842.72 [./https://pl.wikipedia.org/wiki/Pojezierze_Zachodniosuwalskie Quận Zachodniosuwalskie]
842.73 [./https://pl.wikipedia.org/wiki/Pojezierze_Wschodniosuwalskie Quận Wschodniosuwalskie]
842.74 [./https://pl.wikipedia.org/wiki/R%C3%B3wnina_Augustowska Równina Augustowska]

842.8 [./https://pl.wikipedia.org/wiki/Pojezierze_Mazurskie Quận Mazurskie] 
842.81 [./https://pl.wikipedia.org/wiki/Pojezierze_Olszty%C5%84skie Quận Olsztyńskie]
842.82 [./https://pl.wikipedia.org/wiki/Pojezierze_Mr%C4%85gowskie Quận Mrągowskie]
842.83 [./https://pl.wikipedia.org/wiki/Kraina_Wielkich_Jezior_Mazurskich Kraina Wielkich Jezior Mazurskich]
842.84 [./https://pl.wikipedia.org/wiki/Kraina_W%C4%99gorapy Kraina Węgorapy]
842.85 [./https://pl.wikipedia.org/wiki/Wzg%C3%B3rza_Szeskie Wzgórza Szeskie]
842.86 [./https://pl.wikipedia.org/wiki/Pojezierze_E%C5%82ckie Quận Ełckie]
842.87 [./https://pl.wikipedia.org/wiki/R%C3%B3wnina_Mazurska Równina Mazurska]

843 Wysoczyzny Podlasko-Białoruskie
843.3 [./https://pl.wikipedia.org/wiki/Nizina_P%C3%B3%C5%82nocnopodlaska Nizina Północnopodlaska] 
843.31 [./https://pl.wikipedia.org/wiki/Wysoczyzna_Kolne%C5%84ska Wysoczyzna Kolneńska]
843.32 [./https://pl.wikipedia.org/wiki/Kotlina_Biebrza%C5%84ska Lưu vực Biebrzańska]
843.33 [./https://pl.wikipedia.org/wiki/Wysoczyzna_Bia%C5%82ostocka Wysoczyzna Białostocka]
843.34 [./https://pl.wikipedia.org/wiki/Wzg%C3%B3rza_Sok%C3%B3lskie Wzgórza Sokólskie]
843.35 [./https://pl.wikipedia.org/wiki/Wysoczyzna_Wysokomazowiecka Wysoczyzna Wysokomazowiecka]
843.36 [./https://pl.wikipedia.org/wiki/Dolina_G%C3%B3rnej_Narwi Thung lũng Górnej Narwi]
843.37 [./https://pl.wikipedia.org/wiki/R%C3%B3wnina_Bielska Równina Bielska]
843.38 [./https://pl.wikipedia.org/wiki/Wysoczyzna_Drohiczy%C5%84ska Wysoczyzna Drohiczyńska]

845 Polesie
845.1 [./https://pl.wikipedia.org/wiki/Polesie_Zachodnie Polesie Zachodnie] 
845.11 Zaklęsłość Łomaska
845.12 Đồng bằng Kodeńska
845.13 Đồng bằng [./https://pl.wikipedia.org/wiki/R%C3%B3wnina_Parczewska Parczewska]
845,14 Zaklęsłość Sosnowicka
845,15 Garb Włodawski
845.16 Đồng bằng Łęczyńsko-Włodawska
845,17 Polesie Brzeskie
845.3 [./https://pl.wikipedia.org/wiki/Polesie_Wo%C5%82y%C5%84skie Polesie Wołyńskie] 
845.31 [./https://pl.wikipedia.org/wiki/Obni%C5%BCenie_Dorohuckie Obniżenie Dorohuckie]
845.32 [./https://pl.wikipedia.org/wiki/Pag%C3%B3ry_Che%C5%82mskie Pagóry Chełmskie]
845.33 [./https://pl.wikipedia.org/wiki/Obni%C5%BCenie_Dubie%C5%84skie Obniżenie Dubieńskie]

### 85 Vùng cao Ucraina
851 Wyżyna Wołyńsko-Podolska
851.1 Vùng cao Wołyńska 
851.11 Grzęda Horodelska
851.12 Lưu vực Hrubieszów
851.13 Grzęda Sokalska
851.2 Lưu vực Pobuża 
851,21 Đồng bằng Bełsk